# 볼쇼이 모스크보레츠키 다리

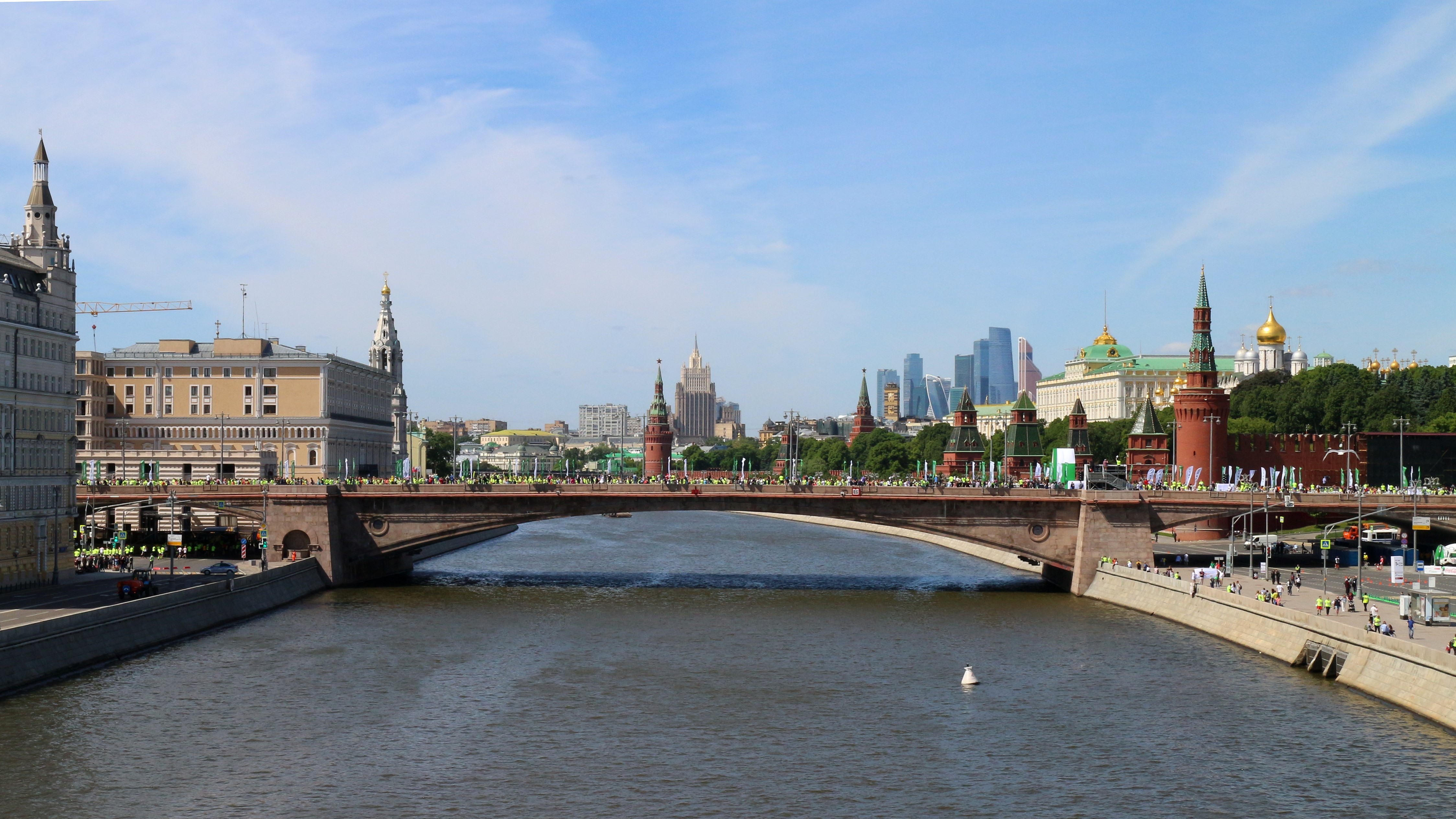
볼쇼이 모스크보레츠키 다리

볼쇼이 모스크보레츠키 다리(러시아어: Большой Москворецкий мост)는 러시아 모스크바 모스크바강에 걸쳐있는 콘크리트 아치형 다리이다. 이 다리는 붉은 광장과 자모스크보레츠예의 볼쇼나 오르디느카 거리를 연결한다.